# Domarskärsfjärden
Domarskärsfjärden (finska: Tuomarinkarinselkä) är en fjärd i Finland. Den ligger i landskapet Österbotten, i den västra delen av landet, 400 km nordväst om huvudstaden Helsingfors.
Domarskärsfjärden avgränsas av fastlandet i öster, Revlarna i norr, Boskär och Domarskäret i väster samt av den lilla ön Caprera i söder där den ansluter till Kråkfjärden.